# Füniküler Kabataş–Taksim

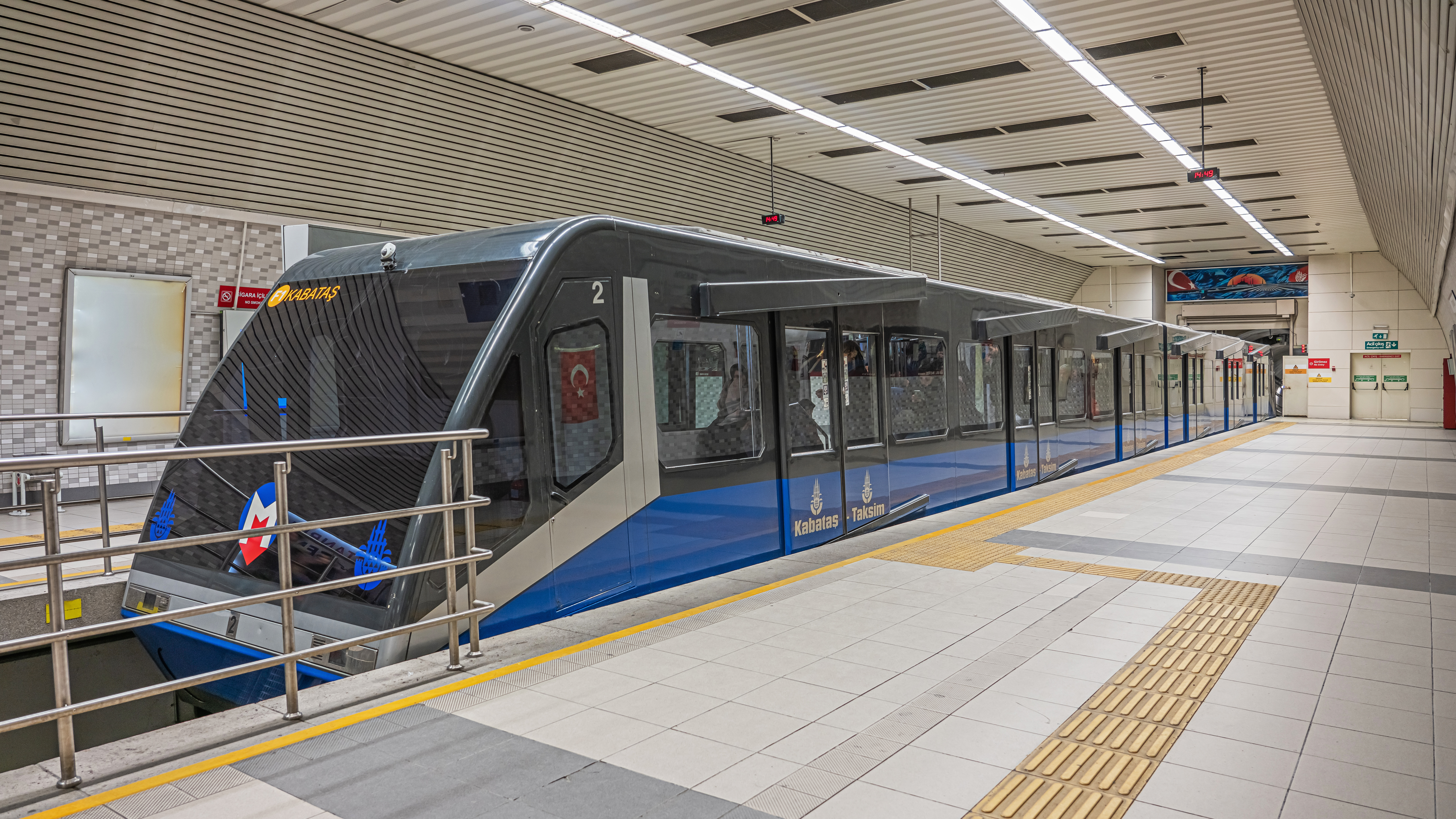
Zug der Standseilbahn in der Bergstation Taksim

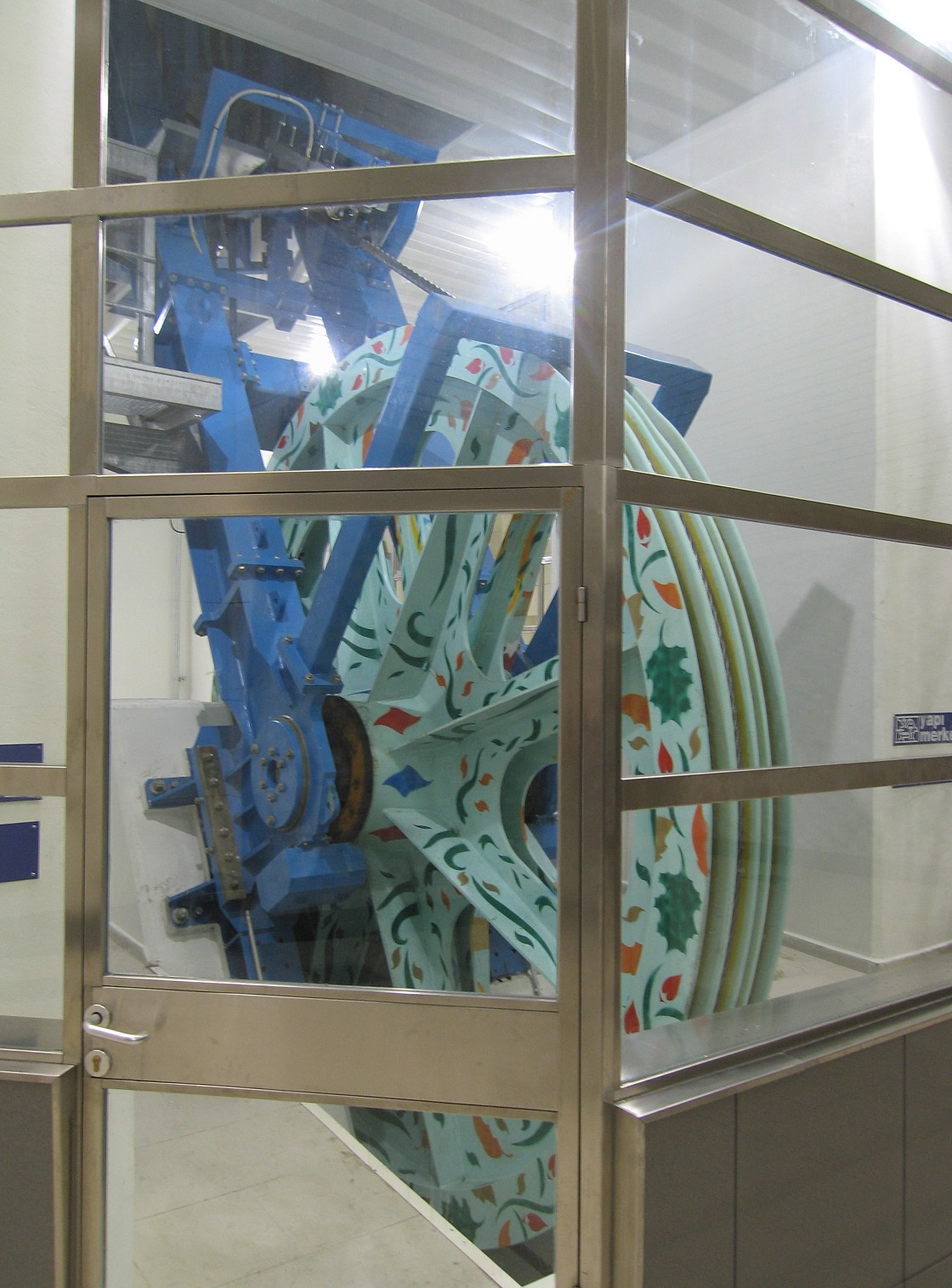
Umlaufrad in der Bergstation

Die Füniküler Kabataş–Taksim, kurz F1, ist eine unterirdisch fahrende Standseilbahn (türkisch füniküler von französisch funiculaire) im europäischen Teil der türkischen Stadt Istanbul. Sie wurde am 30. Juni 2006 in Betrieb genommen. Die Bauarbeiten begannen am 27. September 2003. Das Standseilbahnsystem stammt von der österreichischen Unternehmensgruppe Doppelmayr/Garaventa. Betreiber ist die städtische Istanbuler Nahverkehrsgesellschaft İstanbul Ulaşım.
Die Standseilbahn verbindet die am Bosporus gelegene Talstation Kabataş mit der Bergstation am Taksim-Platz im Stadtteil Beyoğlu. Die Streckenlänge beträgt 558,49 m bei einem Höhenunterschied von 74,95 m zwischen den beiden Stationen. Die maximale Steigung beträgt 22,19 Prozent. Die Reisezeit beträgt 140 Sekunden. Ein Zug kann 375 Reisende befördern. Die Beförderungskapazität liegt bei 7500 Personen pro Stunde.
An der Station Taksim besteht ein Übergang zur  Metro M2, zur historischen Straßenbahn Taksim-Tünel (Nostaljik Tramvay) und zahlreichen Buslinien. An der Station Kabataş besteht Verbindung zur Straßenbahnlinie T1 (Çağdaş Tramvay) Richtung Bahnhof Sirkeci–Aksaray–Zeytinburnu–Bağcılar, zu Bosporusfähren und einigen Buslinien.